# Papageienschnabel
Der Papageienschnabel (Clianthus puniceus), auch Ruhmesblume (direkte Übersetzung des botanischen Namens) genannt, ist eine von zwei Arten der Pflanzengattung Clianthus innerhalb der Familie der Hülsenfrüchtler (Fabaceae). Sie ist in Neuseeland beheimatet und wird dort englisch Kaka beak, Lobster claw, Parrot's beak und auf Māori Kōwhai-ngutu-kākā genannt. Dies geht auf den Schnabel des Papageis Kaka (Nestor meridionalis) zurück, der ähnlich gebogen ist wie die Blüten.

## Beschreibung

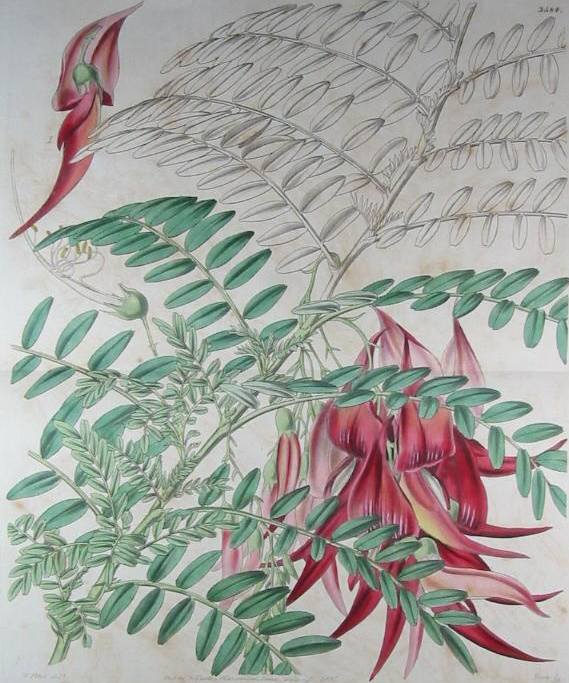
Illustration aus Curtis

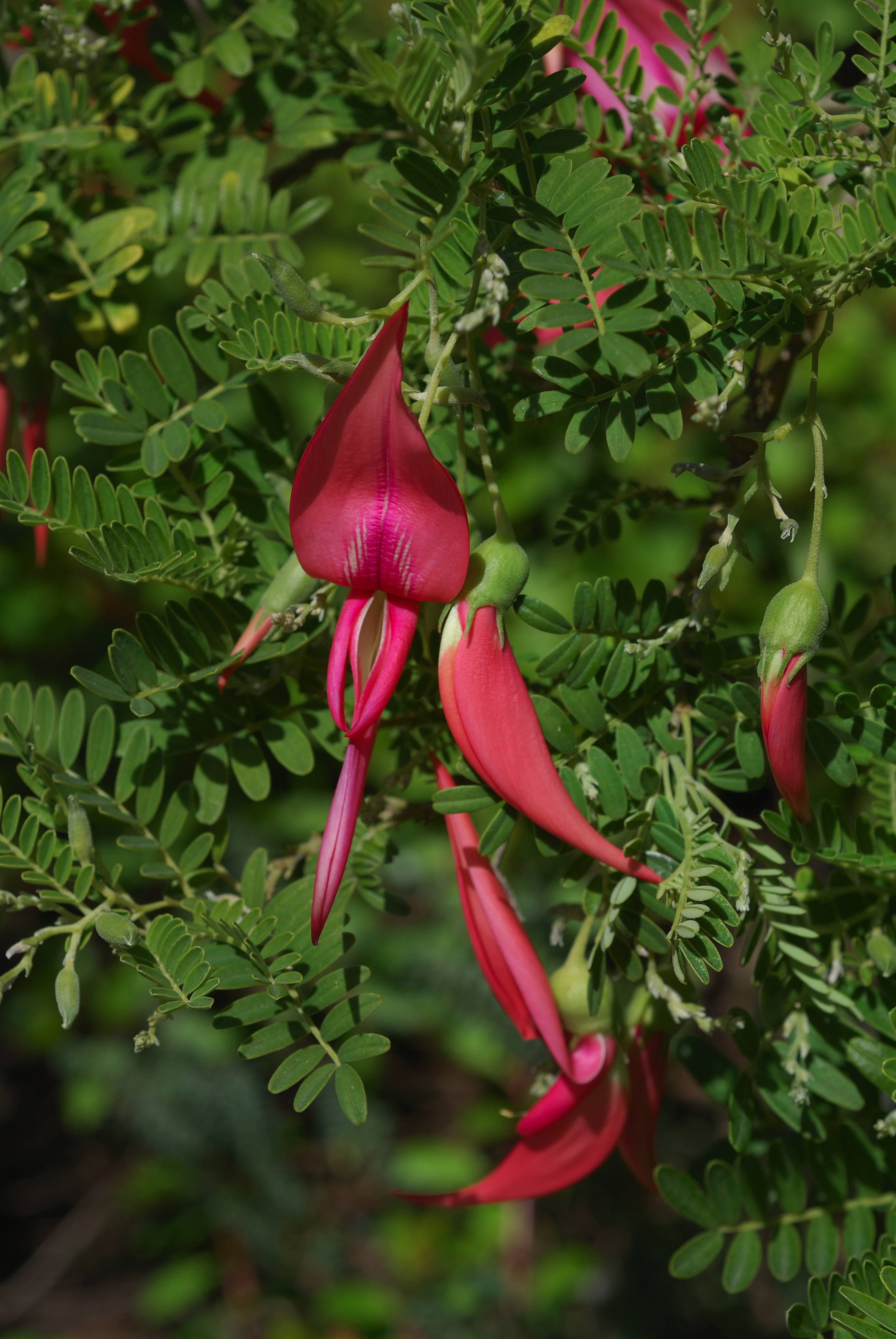
Gefiederte Laubblätter, Blütenknospen und geöffnete Blüte

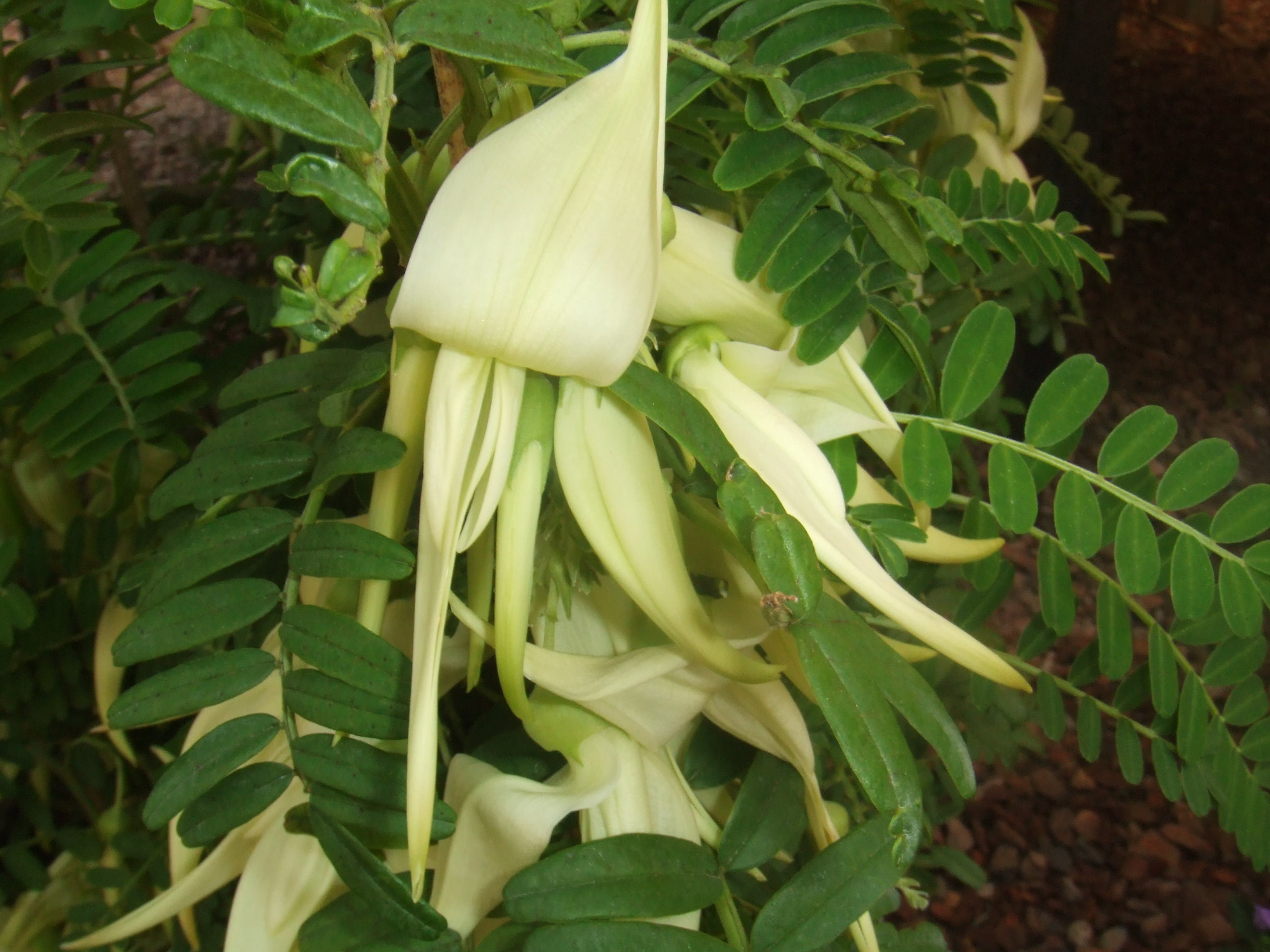
Es gibt auch eine weißlich blühende Form, Clianthus puniceus 'Albus'

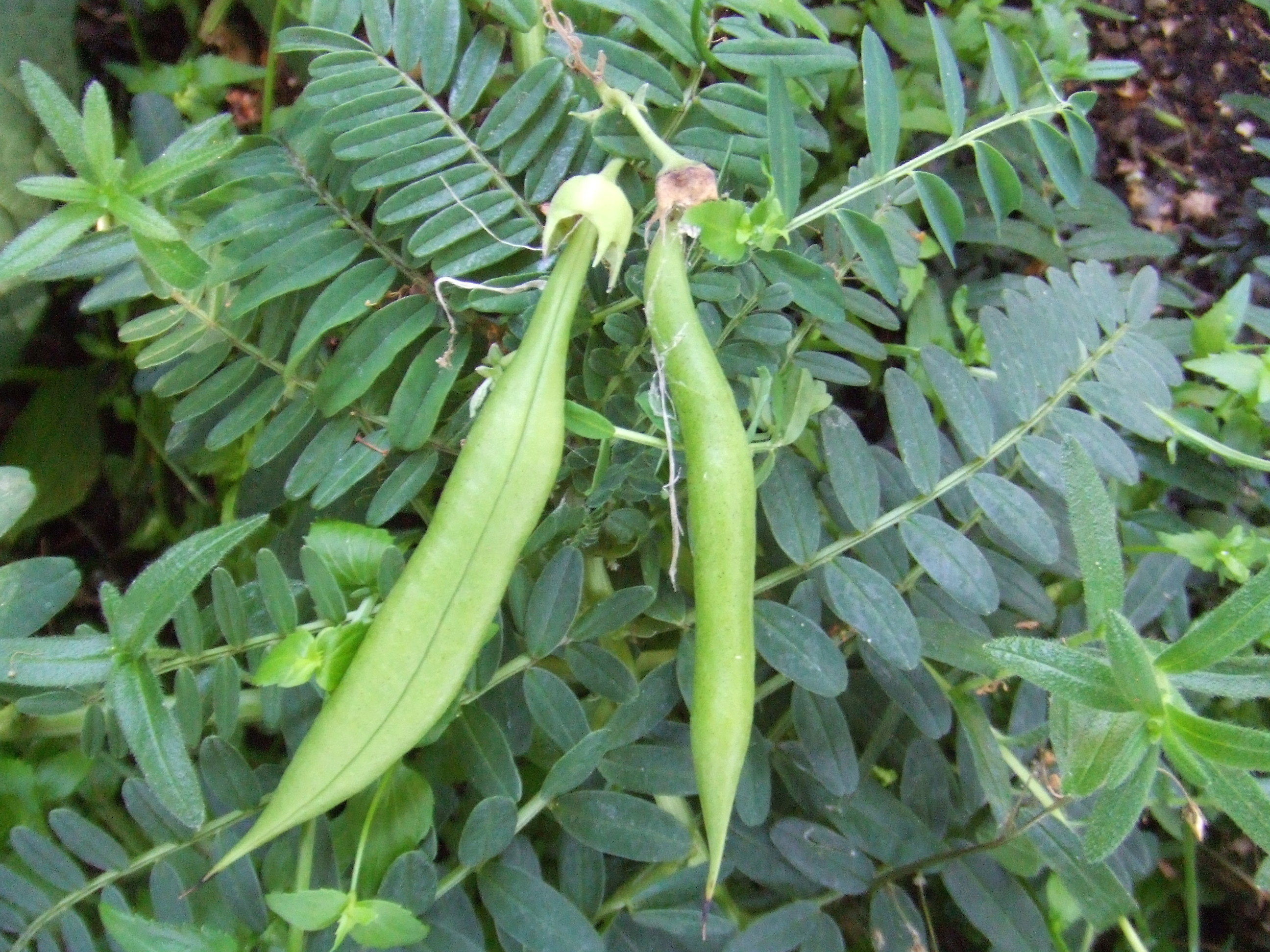
Junge Hülsenfrüchte

### Erscheinungsbild und Blatt
Clianthus puniceus wächst als immergrüner, selbstständig aufrechter oder ausgebreiteter Strauch, mit mehreren Stämmen. Er ist in Bodennähe verzweigt und erreicht Wuchshöhen von 1 bis 2 Meter sowie Pflanzendurchmesser von 1 bis 2 Meter. Die Rinde der Zweige ist erst seidig flaumig behaart und dann verkahlend. Die meist zwei, selten drei dunkelgrünen Keimblätter (Kotyledonen) sind bei einer Länge von 13 bis 18 Millimeter und einer Breite von 5 bis 7 Millimeter länglich bis länglich-elliptisch.
Die wechselständig an den Zweigen angeordneten Laubblätter sind 8 bis 13 Zentimeter lang sowie 0,3 bis 5 Zentimeter breit, in Blattstiel und -spreite gegliedert. Der Blattstiel und die Blattrhachis sind rinnig und zusammen bis zu 10 Zentimeter lang mit einem Durchmesser von bis zu 1,8 Millimeter. Die unpaarig gefiederte Blattspreite enthält 14 bis 21 Paare Fiederblättchen, von denen die unteren ein bis zwei Paare gegenständig und die anderen wechselständig an der Rhachis angeordnet sind. Die hellgrünen Stielchen der Blättchen sind 0,4 bis 0,8 Millimeter lang und spärlich bis dicht behaart. Die Blättchen sind bei einer Länge von 17 bis 26 Millimeter und einer Breite von 5 bis 7 Millimeter schmal lanzettlich bis länglich oder elliptisch bis eiförmig mit spitzer bis abgerundeter Basis und eingebuchtetem bis ausgerandetem oberen Ende. Die Oberseite der Blättchen ist grau-grün bis oliv-grün, matt bis etwas glänzend, kahl bis moderat behaart. Der Blättchenrand ist ganz, die Hauptader mit undeutlichen Seitenadern ist oberseits eingeprägt. Die Unterseite der Blättchen ist hellgrün, matt und spärlich bis dicht behaart. Die grünen, spärlich behaarten, matten Nebenblätter sind bei einer Länge von 4,5 bis 6 Millimeter und einer Breite von 2,5 bis 4,5 Millimeter lanzettlich bis schmal dreieckig.

### Blütenstand und Blüte
In einer Blattachsel können einer oder zwei hängende, traubige Blütenstände vorhanden sein. An jedem Blütenstand werden bis zu 40 Knospen gebildet, aber daraus entwickeln sich nur vier bis zehn Blüten. Blütenstandsrhachis, Blütenstiel, Trag- sowie Deckblätter sind spärlich bis dicht behaart. Die Blütenstandsrhachis weist eine Länge von bis zu 8 Zentimeter und einen Durchmesser von 0,8 bis 1,3 Millimeter auf. Die matt grünen Tragblätter sind bei einer Länge von 4 bis 5 Millimeter und einer Breite von 1,5 bis 2 Millimeter schmal dreieckig. Die hängenden Blütenstiele weisen eine Länge von 15 bis 20 Millimeter und einen Durchmesser von 0,7 bis 1 Millimeter auf. Die etwa in der Mitte der Blütenstiele inserierten Deckblätter sind bei einer Länge von 1,8 bis 1,9 Millimeter und einer Breite von 0,6 bis 0,7 Millimeter schmal lanzettlich bis schmal dreieckig.
Die duftlosen, zwittrigen Blüten sind zygomorph und fünfzählig mit doppelter Blütenhülle. Die fünf Kelchblätter sind glockenförmig verwachsen, Der hellgrüne Kelch ist 7 bis 8 Millimeter lang sowie 7,6 bis 8,4 Millimeter breit; er ist außen spärlich bis moderat behaart und innen kahl. Die dicht behaarten, aufrechten Kelchzähne sind bei einer Länge von 3 bis 4,5 Millimeter und an ihrer Basis einer Breite von 0,8 bis 1,2 Millimeter schmal dreieckig bis kurz pfriemlich mit behaarten Rändern. Die Farbe der fünf Kronblätter reicht von meist lachsfarben-rot bis lachsrosafarben oder selten cremefarben bis hell cremegelb und das obere Ende ist oft weiß. Die Blütenkrone besitzt die typische Form einer Schmetterlingsblüte und bei dieser Art wirkt sie wie ein Papageienschnabel. Die aufrechte, 4,8 bis 5,3 Millimeter lang genagelte Fahne ist bei einer Länge von 5,2 bis 5,5 Zentimeter sowie einer Breite von 1,7 bis 2,3 Zentimeter länglich, linealisch-länglich oder lanzettlich, biegt sich 7 bis 9 Millimeter von der Basis entfernt stark zurück, besitzt ein dunkles Farbmal an seiner Basis und ein zugespitztes oberes Ende. Die beiden 4,5 bis 5,5 Millimeter lang genagelten Flügel sind 2,6 bis 2,9 Zentimeter lang sowie 0,5 bis 1 Zentimeter breit, verjüngen sich etwas im unteren Bereich, besitzen 1,5 bis 2,2 Millimeter tiefe Öhrchen und ein spitzes bis stumpfes oberes Ende. Der 7 bis 8 Millimeter lang genagelte Kiel ist bei einer Länge von 5,7 bis 6,2 Zentimeter und einer Breite von 1,2 bis 1,6 Zentimeter eiförmig, schnabelförmig, besitzt 2,2 bis 2,7 Millimeter tiefe Öhrchen und verjüngt sich zu einem stark zugespitzten und gebogenen oberen Ende. Die zehn Staubblätter sind 4 bis 6 cm lang. Neun Staubfäden sind auf einer Länge von 2,7 bis 3,7 Zentimeter verwachsen. Der freie 4 bis 5 Zentimeter lange Staubfaden ist an seiner Basis gekrümmt. Die 1,4 bis 1,7 Millimeter langen Staubbeutel befinden sich mehr oder weniger in zwei Kreisen oder in unterschiedlichen Höhen. Der unterhalb der Staubblätter inserierte Stempel steht auf einem kahlen, 7 bis 8 Millimeter langen, leicht gekrümmten oder gebogenen Stielchen. Das einzige oberständige Fruchtblatt ist 1,5 bis 2 Zentimeter lang, kahl und enthält 50 bis 61 Samenanlagen. Der 3,5 bis 4 Zentimeter lange Griffel ist auf der oberen Seite auf etwa 1/3 seiner Länge bärtig bis zu 0,8 Millimeter lang behaart.
Es findet sekundäre Pollenpräsentation statt.

### Frucht und Samen
Die hängende, haltbare, zugespitzte, ledrige sowie geschnäbelte Hülsenfrucht ist 5 bis 9 Zentimeter lang und 0,8 bis 2,2 Zentimeter breit, rundlich bis schwach dorsiventral im Querschnitt abgeflacht. Wenn sich die Hülsenfrucht öffnet ist sie bei einer Länge von 4 bis 7 Zentimeter sowie einer Breite von 1,8 bis 2,8 Zentimeter länglich bis verkehrt-eiförmig, leicht gebogen oder abgeflacht und enthält viele Samen in einem haarigen Gewebe. Die schwarz und oliv-grün gefleckten Samen bei einer Länge von 3 bis 3,5 Millimeter, Breite von 2,5 bis 3 Millimeter sowie Dicke von 1,4 bis 1,6 Millimeter leicht nierenförmig.

### Chromosomensatz
Die Chromosomengrundzahl beträgt n = 16, es liegt Diploidie vor, also 2n = 32.

## Verbreitung und Gefährdung
Clianthus puniceus kommt ursprünglich nur auf der Nordinsel Neuseelands vor. Sie ist in einigen Gebieten der Welt ein Neophyt.
In der Roten Liste der gefährdeten Arten der IUCN wurde 1998 Clianthus puniceus noch als „endangered“ = „stark gefährdet“ bewertet, als man der Ansicht war, dass von den noch etwa 200 natürlich wachsenden Exemplaren, die meisten davon im Gebiet des Te Urewera existieren, aber durch Beweidung gefährdet waren. Doch nun gilt sie als „critically endangered“ = „vom Aussterben bedroht“. Denn die meisten der bekannten Exemplare wurden von den Māori um ihre Siedlungen herum gepflanzt. Man kennt nur ein Exemplar an einem natürlichen Standort. Dieser Standort liegt in der Nähe von Kaipara Harbour und zeichnet sich durch die negativen Eigenschaften von Sommertrockenheit und starken Fraßdruck durch Vieh und wild lebende Tiere, beispielsweise Nagetiere (Rodentia) aus. Von diesem Exemplar existieren Nachkommen in Kultur.

## Systematik und botanische Geschichte
Die Erstbeschreibung erfolgte 1832 unter dem Namen (Basionym) Donia punicea durch George Don in A General History of the Dichlamydeous Plants, 2, S. 467–468. Die Neukombination zu Clianthus puniceus wurde 1835 durch Daniel Carl Solander in John Lindley: Edward's Botanical Register; or, Flower Garden and Shrubbery. London. 18, Tafel 1775 veröffentlicht.
Der Gattungsname Clianthus leitet sich von den griechischen Wörtern kleos für Pracht oder Prunk ab und anthos für Blüte ab. Das Artepitheton puniceus bedeutet rötlich-purpurfarben-blutrot. So weisen beide Teile des botanischen Namens auf die auffälligen Blüten hin.
Die Gattung Clianthus bestand immer nur aus wenigen Arten, lange Zeit galt sie als monotypisch. 2000 gab Heenan der bisherigen Varietät Clianthus puniceus var. maximus (Colenso) Kirk wieder den Rang einer Art Clianthus maximus Colenso. Clianthus maximus besitzt breitere, glänzende Laubblätter und die Blüten sind größer und intensiver gefärbt als bei Clianthus puniceus.
Die erste Aufsammlung von Clianthus erfolgte 1769 durch Banks und Solander. Etwa 60 Jahre später diente dieses Material zur Erstbeschreibung von Donia punicea. Da der Gattungsname Donia schon früher verwendet worden war, musste kurze Zeit später diese Art unter dem neuen Gattungsnamen Clianthus veröffentlicht werden.

## Nutzung
Clianthus puniceus wird mit einigen Sorten (beispielsweise 'Albus', 'Kaka King') als Zierpflanze verwendet. In Parks und Gärten überschreitet Clianthus puniceus freistehend meist Wuchshöhen von 1,5 Meter nicht, aber beispielsweise an Mauern gepflanzt können auch Höhen von 5 Meter erklettert werden. Sie gedeiht in mildem Klima gut und übersteht sogar geringen Frost. Doch handelt sich bei den als Zierpflanzen kultivierten Formen meist um Clianthus maximus, auch wenn sie als „Clianthus puniceus“ im Handel sind.